# Menighedens Børnehave, Arnkilgade
|  | Denne artikel er oprettet af botten Steenthbot ud fra en ekstern database. Den kan derfor have sproglige fejl eller mangler. Denne skabelon kan fjernes efter kontrol af indholdet. |

Menighedens Børnehave, Arnkilgade er en dansk dokumentarisk optagelse fra 1941.

## Handling
Privatoptagelser fra menighedsbørnehaven, Arnkilgade, i Sønderborg. Morgensang: "I Østen stiger Solen op". En af de mindste fylder to år. Børneorkestret - Ernst holder fødselsdag. Børnene plukker blomster i haven. En af drengene kommer i karbad. Børnene på legepladsen. 'Kronprinseparret': tvillingerne Ingrid og Frederik. Sangleg udenfor: Brevduen. I farver: Hvem kan slå flest kolbøtter? Børnene laver gartnerarbejde - og leger i sandkassen op på legepladsen. Flaget hejses på en sommerdag.